# 娄葑街道
娄葑街道是中国江苏省苏州市苏州工业园区的一个街道，行政名义上归属于姑苏区。1994年2月11日，国务院批准苏州工业园区项目。同年4月29日，将娄葑乡等乡镇划归苏州市政府直接管辖，由苏州工业园区管委会行使行政管理职能，是苏州工业园区的经济大镇。2009年，娄葑镇总人口为323310人。
1999年2月25日，撤乡建镇，成立娄葑镇。2002年2月23日，原斜塘镇辖区并入娄葑镇。2004年9月30日，吴中区甪直镇的车坊居委会和朝前、横巷、李家、大仓、金园、鄂田、旺浜、华云、车渔等9个行政村划归娄葑镇管辖。2012年12月26日，撤镇设街道，同时原斜塘镇并入的地区设斜塘街道。2021年12月10日，原娄葑街道的新城、新加、都市、师惠、东方、贵都、新馨、沁苑、四季新、湖左岸、加城、天域、高尔夫、城邦、熙岸、水巷、天翔、星桂、苏州中心广场、滨湖20个社区居委会区域划入新成立的金鸡湖街道。

## 行政区划
2021年，娄葑街道共辖23个社区居委会：星湾、独墅湖、群力、团结、葑谊、葑塘、金益、通园路、文萃路、徐家浜、新苏、泾园南、泾园北、东港家乐、东港家怡、苏安南、苏安北、官渎、东港二村、梅花、梅巷、葑南路、扬东路。

## 经济
2012年，镇实现地区生产总值531亿元，同比增长17.5%；实现公共财政预算收入37.4亿元，同比增长18.6%；到帐外资完成3.58亿美元；民营注册资本净增完成74亿元；固定资产投资完成86.9亿元，同比增长16.2%。各项主要经济指标均超额完成，在全市乡镇中继续名列前茅。 